# Hazenzegge
De hazenzegge (Carex ovalis, synoniem: Carex leporina) is een overblijvend kruid dat behoort tot de cypergrassenfamilie (Cyperaceae). De soort staat op de Nederlandse Rode lijst van planten als algemeen voorkomend en stabiel of toegenomen. De plant komt van nature voor in Europa, Noordwest-Afrika en Midden- en West-Azië. Van daaruit is de soort als neofyt verder verspreid naar  Australië, Nieuw-Zeeland en het oosten van Noord-Amerika. Het aantal chromosomen is 2n = 62, 64, 66 of 68.
De plant wordt 20-60 cm hoog en vormt een dichte pol. De scherp driekantige stengels zijn naar de top ruw. De grijsgroene bladeren zijn 7-22 cm lang, 2-3 mm breed en korter dan de stengel. Het tongetje is 2-3 mm lang. De onderste bladscheden zijn lichtbruin en gaan vezelen.
Hazenzegge bloeit in mei en juni. De bloeiwijze is tot 4 cm lang en bestaat uit drie tot zes (soms tot negen) dicht opeengedrongen, eivormige aren. De aren zijn geelbruin tot bruin, 6-10 mm lang en 5-7 mm breed. De vrouwelijke bloemen staan bovenaan de aar met daaronder meestal weinig, mannelijke bloemen. De vrouwelijke bloemen hebben twee stempels. Het onderste schutblad is meestal veel korter dan de bloeiwijze of is niet aanwezig. De kafjes zijn bruin en hebben een groene middennerf (kiel) en een smalle, vliezige rand. Ze zijn net zo lang en breed als de urntjes. Het 3,5-5 mm lange en 1,5-2,5 mm brede, gevleugelde urntje is langwerpig-eirond en heeft een meestal niet boven het kafje uitstekende, geelbruine, tweetandige snavel. De smalle vleugel heeft een gezaagde rand. Het urntje is een soort schutblaadje dat geheel om de vrucht zit.
De vrucht is een lensvormig, 1,1-1,8 lang en 0,9-1,2 mm breed en 0,4-0,5 mm dik nootje.
Hazenzegge komt voor op vochtige, matig voedselrijke graslanden, langs sloten, in grind- en leemgroeven en in duinvalleien.

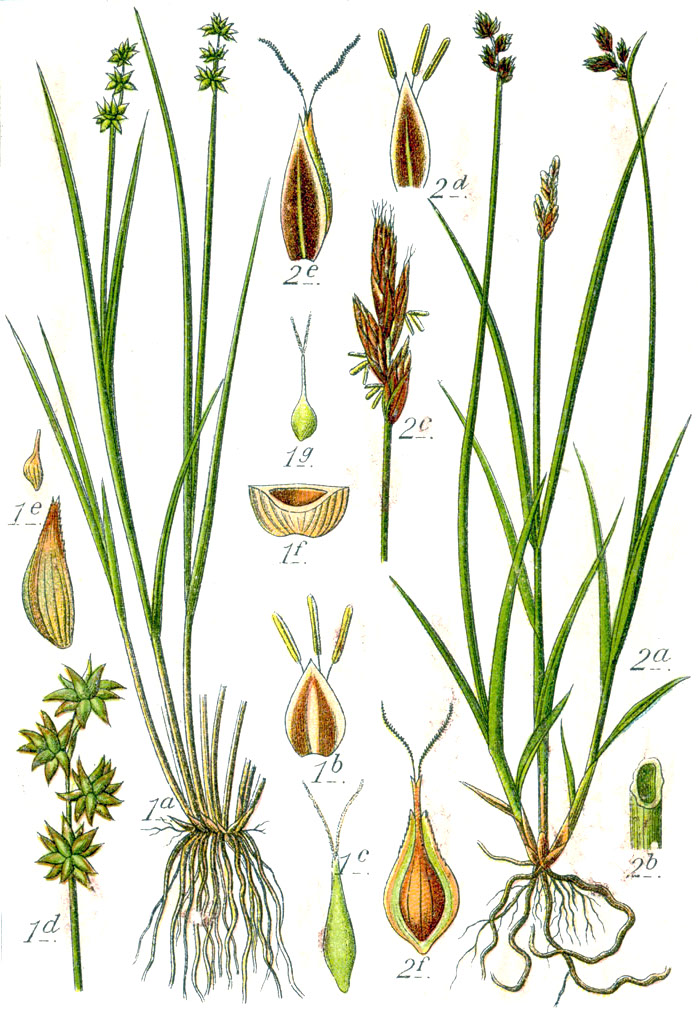
2 = hazenzegge
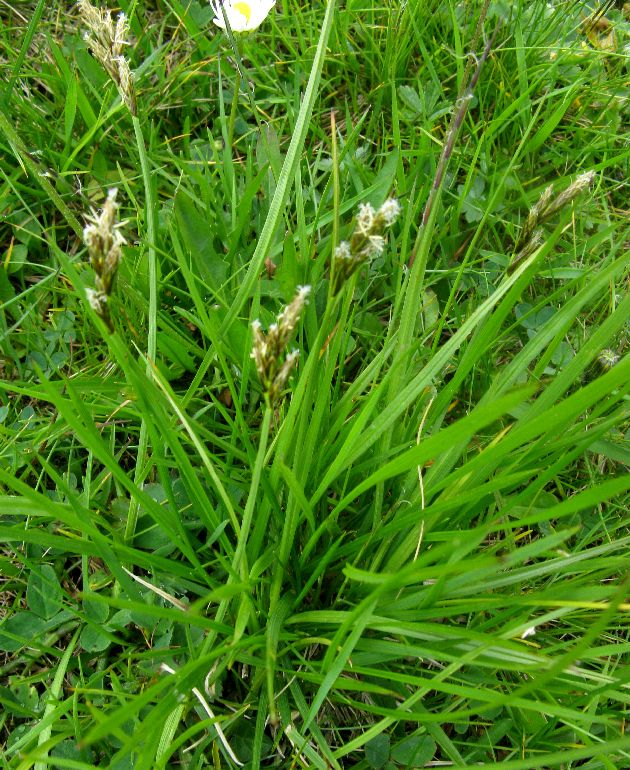
Plant
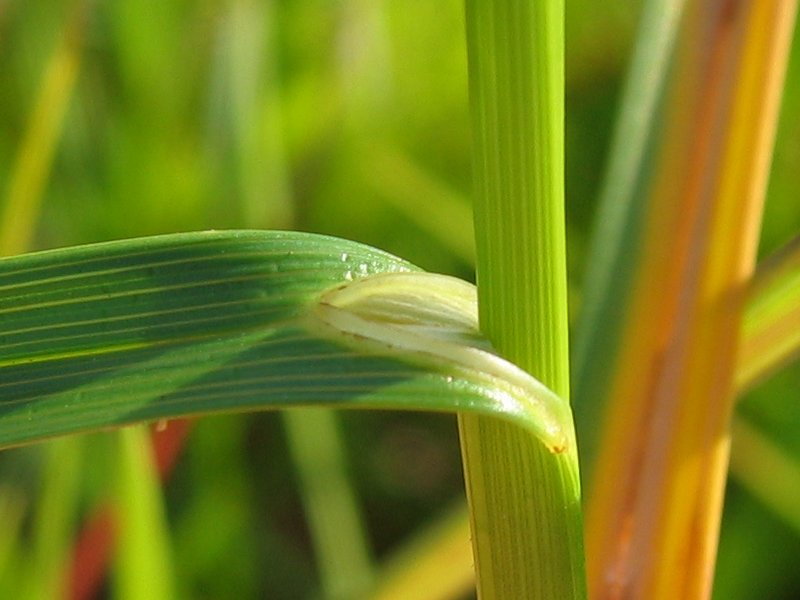
Bladschede met tongetje